# Silvester Belt
Silvestras Beltė (Caunas; 26 de Novembro de 1997), conhecido profissionalmente como Silvester Belt, é um cantor e compositor lituano. Representou a Lituânia no Festival Eurovisão da Canção de 2024 com a canção «Luktelk».

## Inícios
Silvester nasceu em Caunas, na Lituânia. Licenciou-se em execução de música comercial na Universidade de Westminster, em Londres. Depois de se formar, regressou à Lituânia para trabalhar em novos materiais electrónicos/pop.

## Carreira
Em 2017 o cantor competiu e mais tarde venceu o reality show lituano de competição televisiva «Aš - superhitas» (Eu Sou um Superhit). Após a vitória, mudou-se da sua cidade natal para Vilnius, onde mais tarde lançou o seu single de estreia intitulado «Noise». Pouco depois de vencer o programa, trabalhou nos bastidores do programa de televisão «2 Barai», a versão lituana do reality show sueco The Bar. No ano seguinte, competiu na sexta temporada do «X Faktorius», a versão lituana do Factor X, onde foi eliminado na quarta semana.
A 19 de Dezembro de 2023, foi anunciado que Silvester iria competir na «Eurovizija.LT», a seleção nacional da Lituânia para selecionar a entrada do país no Festival Eurovisão da Canção de 2024, com a canção «Luktelk». Foi sorteado para competir na primeira semi-final, a qual acabou por venceu, qualificando-se para a final. Venceu a competição e ganhou o direito de representar o país no concurso europeu.
O cantor descreve a sua música como sendo principalmente pop, com algumas influências electrónicas e rave. Ele cita Troye Sivan como sua «inspiração de todos os tempos».

## Dioscografia

### Singles

#### Como artista principal
| Título                                                                                  | Ano  | Posições de topo nas tabelas | Álbum ou EP           |
| Título                                                                                  | Ano  | LTU                          | Álbum ou EP           |
| --------------------------------------------------------------------------------------- | ---- | ---------------------------- | --------------------- |
| "Noise"                                                                                 | 2017 | —                            | Singles fora do álbum |
| "Tave radau"                                                                            | 2017 | —                            | Singles fora do álbum |
| "Enough 4 U"                                                                            | 2020 | —                            | Singles fora do álbum |
| "Ar dar matai"                                                                          | 2022 | —                            | Singles fora do álbum |
| "Vidury naktų"                                                                          | 2023 | —                            | Singles fora do álbum |
| "Luktelk"                                                                               | 2024 | 1                            | Singles fora do álbum |
| "—" indica uma gravação que não entrou nas tabelas ou não foi lançada nesse território. |      |                              |                       |

#### Como artista em destaque
| Título                                                                                  | Ano  | Posições de topo nas tabelas | Álbum ou EP            |
| Título                                                                                  | Ano  | LTU                          | Álbum ou EP            |
| --------------------------------------------------------------------------------------- | ---- | ---------------------------- | ---------------------- |
| "My Drug" (Romen Jewels featuring Silvester Belt)                                       | 2018 | —                            | Singles fora do álbum  |
| "Drugiai" (Jessica Shy featuring Silvester Belt)                                        | 2022 | 73                           | Apkabinti Prisiminimus |
| "—" indica uma gravação que não entrou nas tabelas ou não foi lançada nesse território. |      |                              |                        |